# フィリポ (福音宣教者)
福音宣教者フィリポ（ふくいんせんきょうしゃフィリポ、ギリシア語: Φιλιππος εὐαγγελιστης, Philippos euangelistēs）は、新約聖書『使徒行伝』に登場する初期のキリスト教徒。使徒によってエルサレム教会の執事に選ばれた、ギリシア語を話すユダヤ人の七人の弟子の一人。聖書では「七人のひとり」（『使徒行伝』21:8）とも称される。十二使徒の一人フィリポとは別人。
「福音宣教者フィリポ」は新共同訳聖書の訳語表記であり、文語訳聖書、口語訳聖書、新改訳聖書では「伝道者ピリポ」と訳し表記される。また執事フィリポに対応する日本語訳として、助祭フィリポないし輔祭フィリップとも称される。
フィリポはギリシア語の男性名で、「馬を愛する者」を意味するフィリッポス（ピリッポス）の、日本語聖書翻訳の新共同訳における、格変化語尾をはずして名詞幹のみにした慣用表記である。ピリポもこのような慣用表記である。

## 人物
フィリポは、ステファノ、プロコロ、ニカノル、ティモン、パルメナ、ニコラオと共に選ばれて、ギリシャ語を話すユダヤ人の世話を任された。ステファノの殉教後（後35年〜6年頃）、サマリアに宣教し、魔術師シモンをはじめ、多くの信徒を獲得した。さらに聖霊に示され、イザヤ書を読んでいたエチオピアの女王に仕える宦官にイエスの教えを伝えて、これに洗礼を受けさせた。使徒行伝によれば、この宦官が洗礼を受けた最初の非ユダヤ人である。そののちアゾトを経由し各地で宣教を行いながらカイサリアへ行った（使徒8）。
その後フィリポはカイサリアに定住したらしく、後年（52年頃？）パウロらがカイサリヤのフィリポの家に滞在したという記事がある（使徒21:8）。フィリポには4人の娘があり、みな預言者であった（使徒21:9）。
後代の伝承では、フィリポは小アジアの港町トラレス（別名カイサリア、現在のトルコ領アイドゥン）に住み、その監督（主教）となったとする。別の伝承では、フィリポはイエスの派遣した七十人ないし七十二人のひとりだとする。

## 崇敬
聖人の概念を持つ全ての教派で、聖人として崇敬されている。西方教会では6月6日に記念される。東方正教会では、10月11日（10月24日）が記憶日である。このほか東方正教会では七十門徒の一人として会衆祭でも記憶される。